# Slatina (okres Levice)
Slatina je obec na Slovensku v okrese Levice.

## Geografie
Obec se nachází na rozhraní Štiavnických vrchů, Krupinské planiny a Podunajské nížiny. Přes obec protéká potok Slatina, který se následně vlévá do Štiavnice.
Přes Slatinu prochází dopravní tepna Jihoslovenského regionu (I/75), která asi 3 km západně křižuje severo-jižní koridor E77, probíhající po silnici I/66. Západně od obce vede železniční trať Zvolen - Čata.
Jižně od obce se nachází zdroj minerální vody Slatina.

## Památky
V obci je římskokatolický kostel sv. Jana Nepomuckého z roku 1650.